# 中目黑站
中目黑站（日语：／ Naka-meguro eki */?）是位於日本東京都目黑區上目黑，屬於東急電鐵（東急）和東京地下鐵的鐵路車站。

## 概要
此站有東急的東橫線與東京地下鐵的日比谷線停靠。為共構車站，由東急管理。東橫線所有客運列車皆停靠本站，並是日比谷線的終點站。2013年3月15日以前，兩線實施相互直通運轉。
東急的車站編號為TY03，東京地下鐵為H 01。
本站是東急電鐵的站長所在站，管理「中目黑站管內」代官山站 - 學藝大學站間各站。東京地下鐵方面，則屬於霞關站務管區六本木地域的被管理站。

## 歷史
- 1927年（昭和2年）8月28日：開業。當初是側式2面2線高架車站[5][6]。
- 1963年（昭和38年）2月19日：因應日比谷線延伸本站的計畫，中目黑站車站改良工程動工[6]。
- 1964年（昭和39年）
  - 7月21日：中目黑站車站改良工程竣工。月台從2面2線擴張為2面4線，日比谷線往橫濱方向設置三條拖上線。[6]。
  - 7月22日：帝都高速度交通營團（營團地下鐵）日比谷線延伸本站[6]。
  - 8月29日：日比谷線東銀座站－霞關站間開通，日比谷線全線通車。同時與東橫線互相直通運行至日吉站[5]。成為東橫線急行停靠站。
- 1988年（昭和63年）8月9日：營團地下鐵日比谷線直通區間從東橫線日吉站延伸至菊名站。
- 2000年（平成12年）3月8日：日比谷線距離本站約100公尺處發生發生列車脫軌、衝撞意外。造成5人死亡，64人受傷。詳細請參照營團地下鐵日比谷線事故。
- 2001年（平成13年）3月28日：東横線特急開始運行。本站當初為通過站。
- 2003年（平成15年）3月19日：成為東橫線特急停靠站，同時成為新設的通勤特急停靠站[7]。
- 2004年（平成16年）4月1日：營團地下鐵民營化。日比谷線車站由東京地下鐵繼承。
- 2007年（平成19年）3月18日：IC卡「PASMO」啟用。
- 2012年（平成24年）12月23日：南剪票口啟用。原來的剪票口定名為正面剪票口。
- 2013年（平成25年）
  - 3月15日：日比谷線與東橫線結束直通運行。
  - 3月16日：副都心線與東橫線、港未來線開始直通運行。
  - 12月23日：1號月台成為東橫線（澀谷站除外）首座引入月台門的月台。
- 2014年（平成26年）3月28日：4號月台月台門啟用。
- 2016年（平成28年）11月22日：「中目黑高架下」開幕[8]。
- 2017年（平成29年）
  - 3月24日：東京地下鐵在3號月台引入新型列車資訊顯示器[9]。
  - 6月28日：「中目黑高架下」加設2家店舗，全面開幕[10]。

## 車站構造
是有兩個島式月台的高架車站，總計有四條軌道通過。外側的1及4號線屬於東急東橫線，而內側的2及3號線屬於日比谷線。車站的管理由東急電鐵負責，所以在日比谷線的站名標誌上，仍標有東急的符號。
剪票口分別在面對山手通的高架下，以及祐天寺側，共兩處。開業當時僅有山手通的剪票口，直到中目黑站改良工城後才增加祐天寺站側的剪票口。由於有兩處剪票口，原來的剪票口稱為「正面出口」，祐天寺站側的剪票口稱為「南出口」。
廁所在1樓付費區內大廳。

### 月台配置
| 月台 | 公司       | 路線     | 方向 | 目的地                              |
| ---- | ---------- | -------- | ---- | ----------------------------------- |
| 1    | 東急電鐵   | 東橫線   | 下行 | 自由丘、菊名、橫濱、元町·中華街方向 |
| 2    | 東京地下鐵 | 日比谷線 | -    | 下車月台                            |
| 3    | 東京地下鐵 | 日比谷線 | -    | 六本木、銀座、北千住方向            |
| 4    | 東急電鐵   | 東橫線   | 上行 | 澀谷、池袋、所澤、川越市方向        |

（來源：東急電鐵:車站構內圖 （页面存档备份，存于））・（來源：東京地下鐵:構內圖 （页面存档备份，存于））
- 祐天寺方向有三條日比谷線折返列車使用的渡線。日比谷線列車在2號線讓乘客下車後利用此拖上線折返，進入往北千住方向的3號線。雖然日比谷線與東橫線已停止直通運轉，但現在兩線之間的橫渡線依然保留，讓03系進入鷺沼工場（日语：鷺沼車両基地）檢查時使用。
- 2號線在2013年3月15日以前是日比谷線往東橫線的直通列車停靠月台，現在為日比谷線的下車專用月台。該線的自動廣播採用東急式廣播[12]。
- 3號線是日比谷線上車專用月台。自動廣播與列車資訊顯示器採用東京地下鐵樣式，發車信號也使用東京地下鐵式的蜂鳴器。剪票口前的3號線列車資訊顯示器外型是東急仕様，但顯示資訊仍是東京地下鐵式內容。
- 從東橫線祐天寺方向進入本站的列車會通過轉轍器，原先是直行進入3號線，左行進入4號線的設計。由於往澀谷方向的列車班次極多，因此多數列車須減速通過造成車體搖晃。之後改良轉轍器，改由較少的日比谷線直通列車減速轉向通過，讓澀谷方向列車直行入站。
- 2013年3月16日，東橫線與副都心線開始直通運轉，因此本站可同時見到與副都心線直通的東武東上線系統列車（9000系、9050系（日语：東武9000系電車）、50070系（日语：東武50000系電車））以及與日比谷線直通運轉的東武本線（日语：東武本線）系統（伊勢崎線、日光線）列車（20000系、20050系、20070系（日语：東武20000系電車））進站的光景。在不與東武接續的情況下，能在車站內轉乘東武本線系統列車與東上線系統列車的案例僅有本站與永田町站、澀谷站，其中只有本站可同月台轉乘。

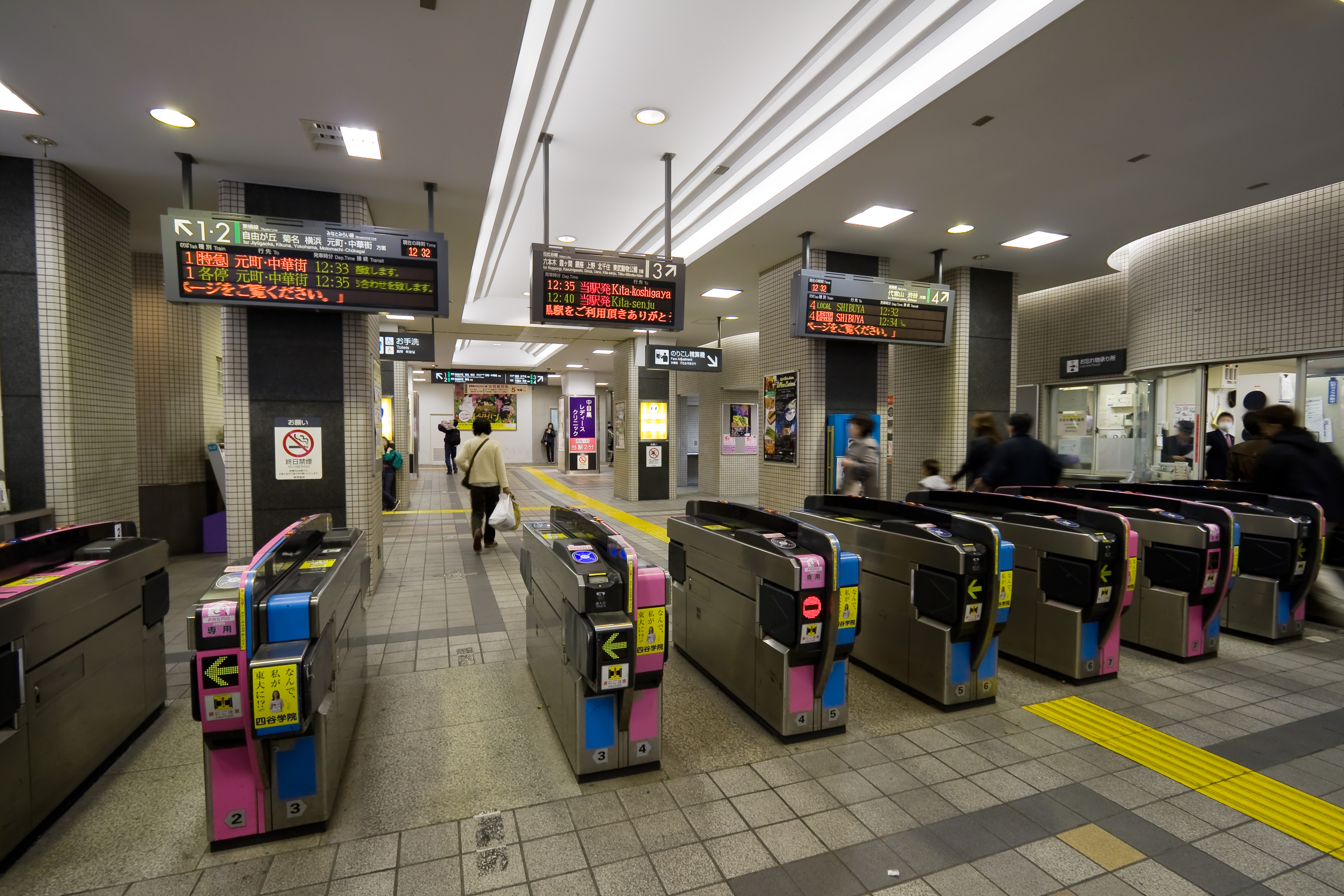
剪票口（2010年3月20日）
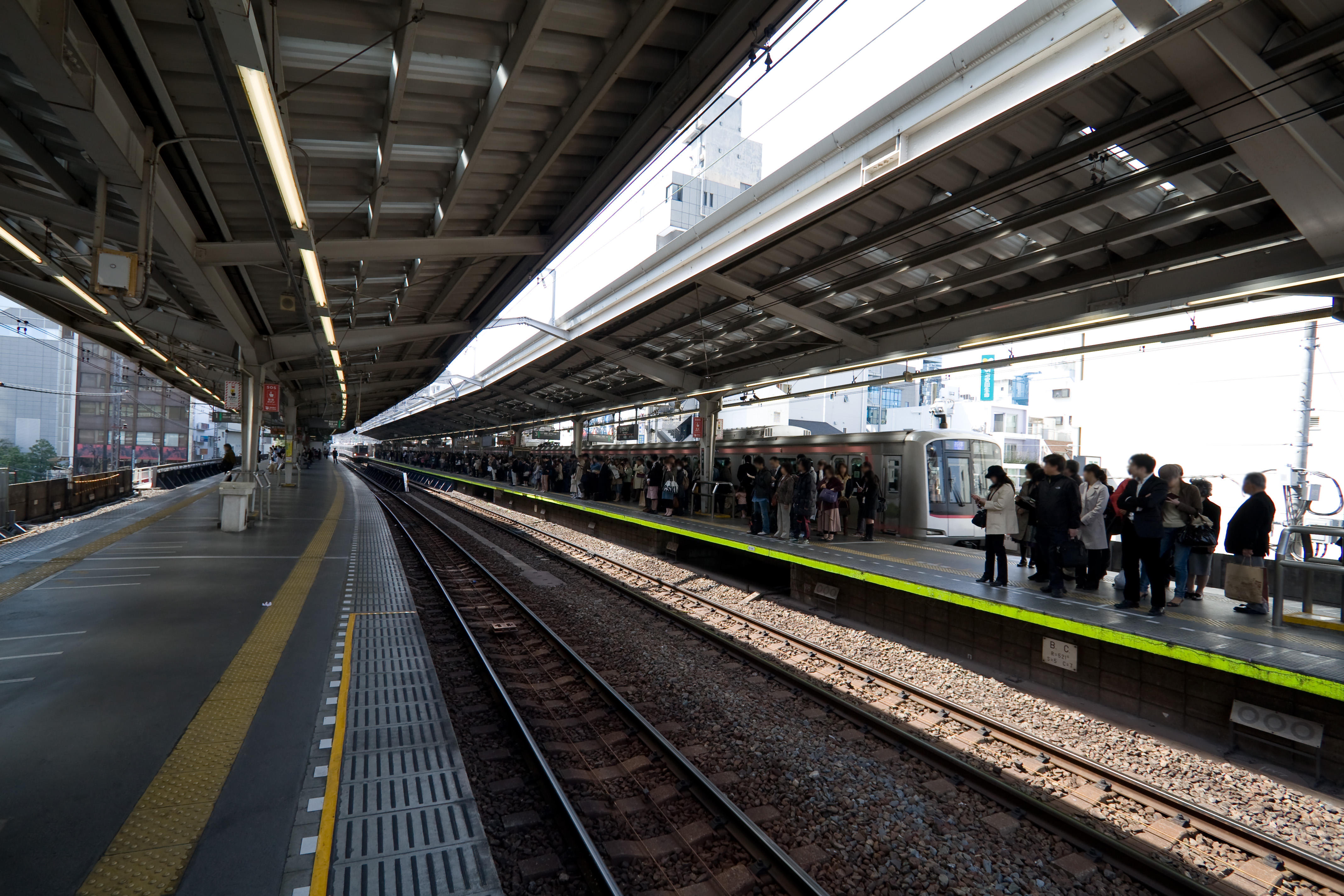
月台（2010年3月20日）
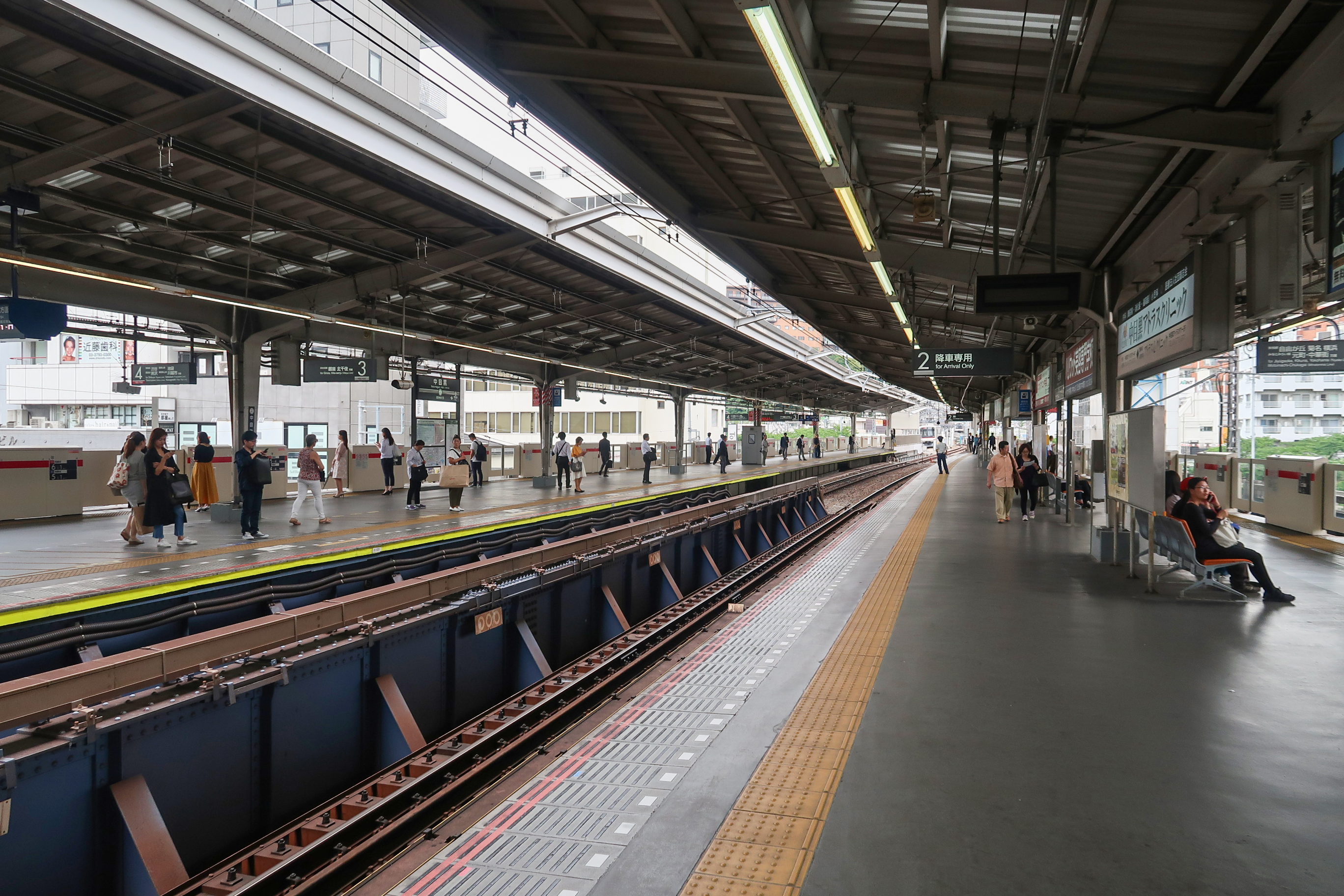
月台（2018年5月）

### 中目黑站改善工程

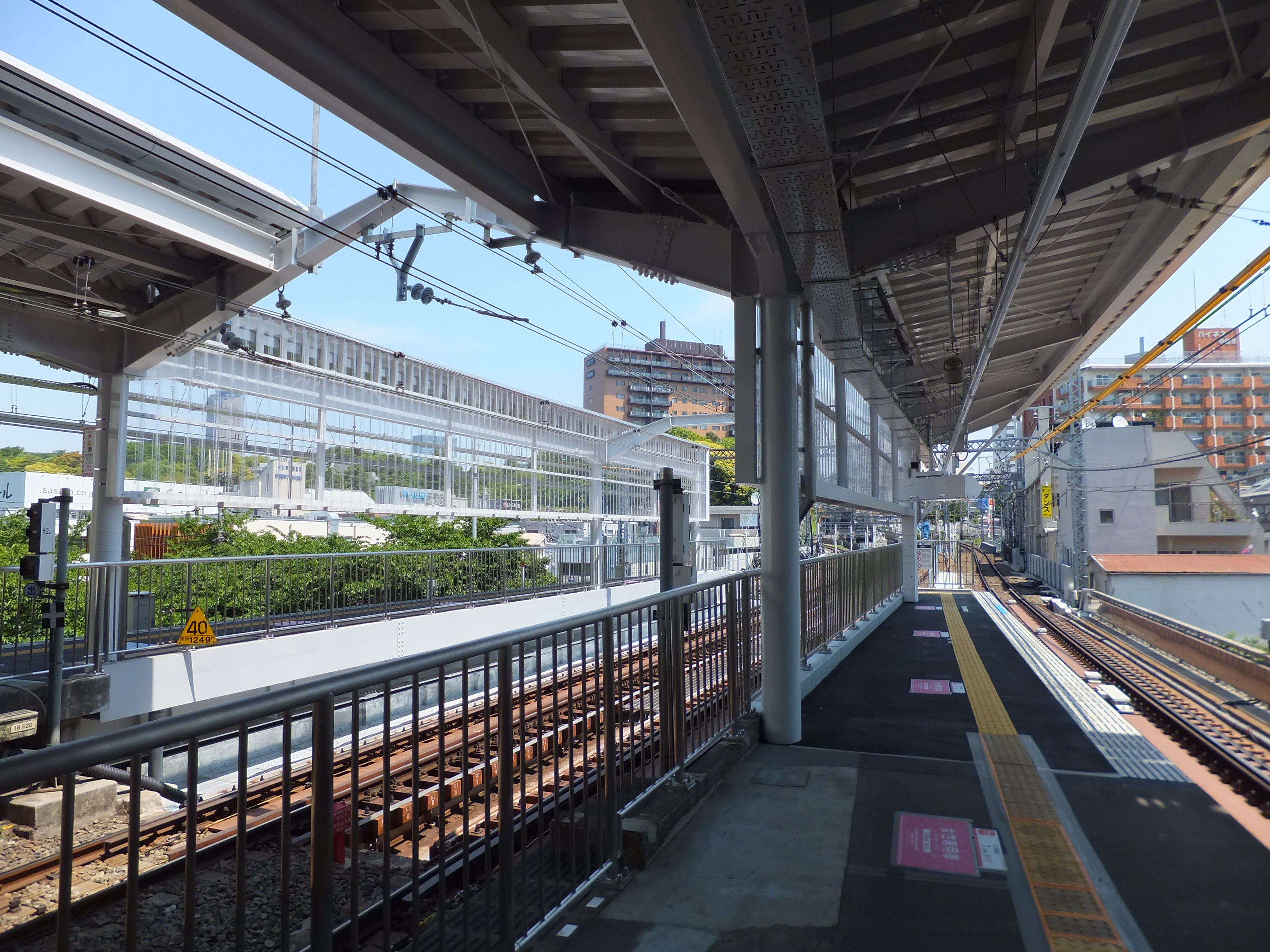
東橫線月台進行10輛化延長工程。（2013年5月6日）

因應2013年（平成25年）3月16日起開始東橫線與副都心線的相互直通運轉，車站進行以下改良工程。
- 為停靠10輛編組列車，進行月台延長、拓關工程，以及高架橋耐震補強工程。
- 新設電扶梯（澀谷方向月台在2012年9月12日啟用）。
- 新增祐天寺站側的剪票口「南剪票口」（2012年12月23日啟用）。原來的剪票口稱為「正面剪票口」。
  - 對於地方居民希望在現行的剪票口對面（跨越山手通的代官山站側）設置剪票口的提議，東急表示『設置新剪票口需收購土地為一大工程，現在難以執行』。
- 因應車站改良工程，2011年1月廁所移至一樓連通東橫線下行月台的電梯附近。

## 利用狀況
- 東急電鐵 - 2017年度1日平均上下車人次為196,964人[利用客数 1]。
該公司車站中次於澀谷站、橫濱站、目黑站、武藏小杉站、溝之口站、日吉站位居第7位（東橫線內名列第5位）。數值含日比谷線直通人次。
- 東京地下鐵 - 2017年度1日平均上下車人次為229,306人[利用客数 2]。
數值含東橫線直通人次。

### 各年度1日平均上下車人次
近年1日平均上下車人次變化如下表。
| 年度               | 東京急行電鐵/東急電鐵 | 東京急行電鐵/東急電鐵 | 東横線 日比谷線 直通人次 | 東京地下鐵         | 東京地下鐵 |
| 年度               | 1日平均 上下車人次    | 增長率                | 東横線 日比谷線 直通人次 | 1日平均 上下車人次 | 增長率     |
| ------------------ | --------------------- | --------------------- | ------------------------ | ------------------ | ---------- |
| 2002年（平成14年） | 159,305               |                       |                          |                    |            |
| 2003年（平成15年） | 164,704               | 3.4%                  | 111,119                  | 161,104            | 2.3%       |
| 2004年（平成16年） | 165,983               | 0.8%                  | 113,657                  | 159,995            | −0.7%      |
| 2005年（平成17年） | 168,287               | 1.4%                  | 115,257                  | 162,301            | 1.4%       |
| 2006年（平成18年） | 172,644               | 2.6%                  | 118,714                  | 169,129            | 4.2%       |
| 2007年（平成19年） | 185,998               | 7.7%                  | 128,251                  | 190,475            | 12.6%      |
| 2008年（平成20年） | 189,575               | 1.9%                  | 130,884                  | 191,566            | 0.6%       |
| 2009年（平成21年） | 190,035               | 0.2%                  | 130,200                  | 190,826            | −0.4%      |
| 2010年（平成22年） | 186,439               | −1.9%                 | 126,733                  | 185,535            | −2.8%      |
| 2011年（平成23年） | 182,860               | −1.9%                 | 123,785                  | 180,954            | −2.4%      |
| 2012年（平成24年） | 190,774               | 4.2%                  | 128,303                  | 188,879            | 4.4%       |
| 2013年（平成25年） | 185,929               | −2.5%                 | 130,883                  | 209,158            | 10.7%      |
| 2014年（平成26年） | 187,998               | 1.1%                  | 130,955                  | 215,568            | 3.1%       |
| 2015年（平成27年） | 191,065               | 1.6%                  | 133,847                  | 221,142            | 2.6%       |
| 2016年（平成28年） | 193,943               | 1.5%                  | 134,378                  | 224,957            | 1.7%       |
| 2017年（平成29年） | 196,964               | 1.6%                  | 134,920                  | 229,306            | 1.9%       |
| 2018年（平成30年） | 196,807               | −0.1%                 | 135,830                  | 230,956            | 0.7%       |
| 2019年（令和元年） | 196,777               | 0.0%                  | 134,270                  | 230,353            | −0.3%      |

### 各年度1日平均上車人次（1927年－1935年）
近年1日平均上車人次推移如下表。
| 年度               | 東京橫濱電鐵 | 來源             |
| ------------------ | ------------ | ---------------- |
| 1927年（昭和02年） | 1,703        | [ 東京府統計 1 ] |
| 1928年（昭和03年） | 1,937        | [ 東京府統計 2 ] |
| 1929年（昭和04年） | 2,467        | [ 東京府統計 3 ] |
| 1930年（昭和05年） | 2,719        | [ 東京府統計 4 ] |
| 1931年（昭和06年） | 2,898        | [ 東京府統計 5 ] |
| 1932年（昭和07年） | 2,966        | [ 東京府統計 6 ] |
| 1933年（昭和08年） | 3,156        | [ 東京府統計 7 ] |
| 1934年（昭和09年） | 3,413        | [ 東京府統計 8 ] |
| 1935年（昭和10年） | 3,493        | [ 東京府統計 9 ] |

### 各年度1日平均上車人次（1956年－2000年）
| 年度               | 東京急行電鐵 | 營團   | 來源              |
| ------------------ | ------------ | ------ | ----------------- |
| 1956年（昭和31年） | 11,639       | 未開業 | [ 東京都統計 1 ]  |
| 1957年（昭和32年） | 12,778       | 未開業 | [ 東京都統計 2 ]  |
| 1958年（昭和33年） | 13,397       | 未開業 | [ 東京都統計 3 ]  |
| 1959年（昭和34年） | 14,258       | 未開業 | [ 東京都統計 4 ]  |
| 1960年（昭和35年） | 14,806       | 未開業 | [ 東京都統計 5 ]  |
| 1961年（昭和36年） | 15,330       | 未開業 | [ 東京都統計 6 ]  |
| 1962年（昭和37年） | 15,525       | 未開業 | [ 東京都統計 7 ]  |
| 1963年（昭和38年） | 15,698       | 未開業 | [ 東京都統計 8 ]  |
| 1964年（昭和39年） | 20,402       | 35,800 | [ 東京都統計 9 ]  |
| 1965年（昭和40年） | 61,564       | 56,566 | [ 東京都統計 10 ] |
| 1966年（昭和41年） | 66,864       | 62,133 | [ 東京都統計 11 ] |
| 1967年（昭和42年） | 72,432       | 68,002 | [ 東京都統計 12 ] |
| 1968年（昭和43年） | 77,250       | 72,951 | [ 東京都統計 13 ] |
| 1969年（昭和44年） | 79,427       | 77,107 | [ 東京都統計 14 ] |
| 1970年（昭和45年） | 79,353       | 79,899 | [ 東京都統計 15 ] |
| 1971年（昭和46年） | 80,027       | 83,489 | [ 東京都統計 16 ] |
| 1972年（昭和47年） | 83,200       | 86,786 | [ 東京都統計 17 ] |
| 1973年（昭和48年） | 86,540       | 86,660 | [ 東京都統計 18 ] |
| 1974年（昭和49年） | 88,005       | 88,529 | [ 東京都統計 19 ] |
| 1975年（昭和50年） | 86,806       | 88,896 | [ 東京都統計 20 ] |
| 1976年（昭和51年） | 85,455       | 88,912 | [ 東京都統計 21 ] |
| 1977年（昭和52年） | 84,784       | 87,312 | [ 東京都統計 22 ] |
| 1978年（昭和53年） | 80,192       | 80,710 | [ 東京都統計 23 ] |
| 1979年（昭和54年） | 76,514       | 77,202 | [ 東京都統計 24 ] |
| 1980年（昭和55年） | 74,132       | 76,008 | [ 東京都統計 25 ] |
| 1981年（昭和56年） | 75,548       | 77,729 | [ 東京都統計 26 ] |
| 1982年（昭和57年） | 77,184       | 79,170 | [ 東京都統計 27 ] |
| 1983年（昭和58年） | 78,628       | 80,473 | [ 東京都統計 28 ] |
| 1984年（昭和59年） | 81,044       | 81,556 | [ 東京都統計 29 ] |
| 1985年（昭和60年） | 82,775       | 83,307 | [ 東京都統計 30 ] |
| 1986年（昭和61年） | 85,600       | 85,332 | [ 東京都統計 31 ] |
| 1987年（昭和62年） | 86,716       | 86,590 | [ 東京都統計 32 ] |
| 1988年（昭和63年） | 88,047       | 87,874 | [ 東京都統計 33 ] |
| 1989年（平成元年） | 87,025       | 87,337 | [ 東京都統計 34 ] |
| 1990年（平成02年） | 87,403       | 87,027 | [ 東京都統計 35 ] |
| 1991年（平成03年） | 84,355       | 86,049 | [ 東京都統計 36 ] |
| 1992年（平成04年） | 85,759       | 84,732 | [ 東京都統計 37 ] |
| 1993年（平成05年） | 84,296       | 84,329 | [ 東京都統計 38 ] |
| 1994年（平成06年） | 84,726       | 84,096 | [ 東京都統計 39 ] |
| 1995年（平成07年） | 85,008       | 83,514 | [ 東京都統計 40 ] |
| 1996年（平成08年） | 83,786       | 82,718 | [ 東京都統計 41 ] |
| 1997年（平成09年） | 81,707       | 81,973 | [ 東京都統計 42 ] |
| 1998年（平成10年） | 80,036       | 82,970 | [ 東京都統計 43 ] |
| 1999年（平成11年） | 78,557       | 81,287 | [ 東京都統計 44 ] |
| 2000年（平成12年） | 79,323       | 79,844 | [ 東京都統計 45 ] |

### 各年度1日平均上車人次（2001年以後）
| 年度               | 東京急行電鐵/東急電鐵 | 營團 / 東京地下鐵 | 來源              |
| ------------------ | --------------------- | ----------------- | ----------------- |
| 2001年（平成13年） | 79,872                | 78,984            | [ 東京都統計 46 ] |
| 2002年（平成14年） | 80,153                | 78,975            | [ 東京都統計 47 ] |
| 2003年（平成15年） | 83,451                | 81,404            | [ 東京都統計 48 ] |
| 2004年（平成16年） | 84,600                | 81,060            | [ 東京都統計 49 ] |
| 2005年（平成17年） | 85,568                | 83,178            | [ 東京都統計 50 ] |
| 2006年（平成18年） | 87,770                | 86,414            | [ 東京都統計 51 ] |
| 2007年（平成19年） | 92,615                | 96,626            | [ 東京都統計 52 ] |
| 2008年（平成20年） | 94,578                | 97,504            | [ 東京都統計 53 ] |
| 2009年（平成21年） | 94,778                | 96,816            | [ 東京都統計 54 ] |
| 2010年（平成22年） | 92,967                | 94,386            | [ 東京都統計 55 ] |
| 2011年（平成23年） | 91,120                | 92,049            | [ 東京都統計 56 ] |
| 2012年（平成24年） | 94,756                | 95,729            | [ 東京都統計 57 ] |
| 2013年（平成25年） | 92,978                | 103,926           | [ 東京都統計 58 ] |
| 2014年（平成26年） | 94,068                | 106,775           | [ 東京都統計 59 ] |
| 2015年（平成27年） | 95,778                | 109,920           | [ 東京都統計 60 ] |
| 2016年（平成28年） | 97,101                | 111,279           | [ 東京都統計 61 ] |
| 2017年（平成29年） | 98,674                | 113,249           | [ 東京都統計 62 ] |
| 2018年（平成30年） | 98,666                | 114,044           | [ 東京都統計 63 ] |

備註
1. ↑  1927年8月28日開業。
2. ↑  1964年7月22日開業。

## 車站周邊

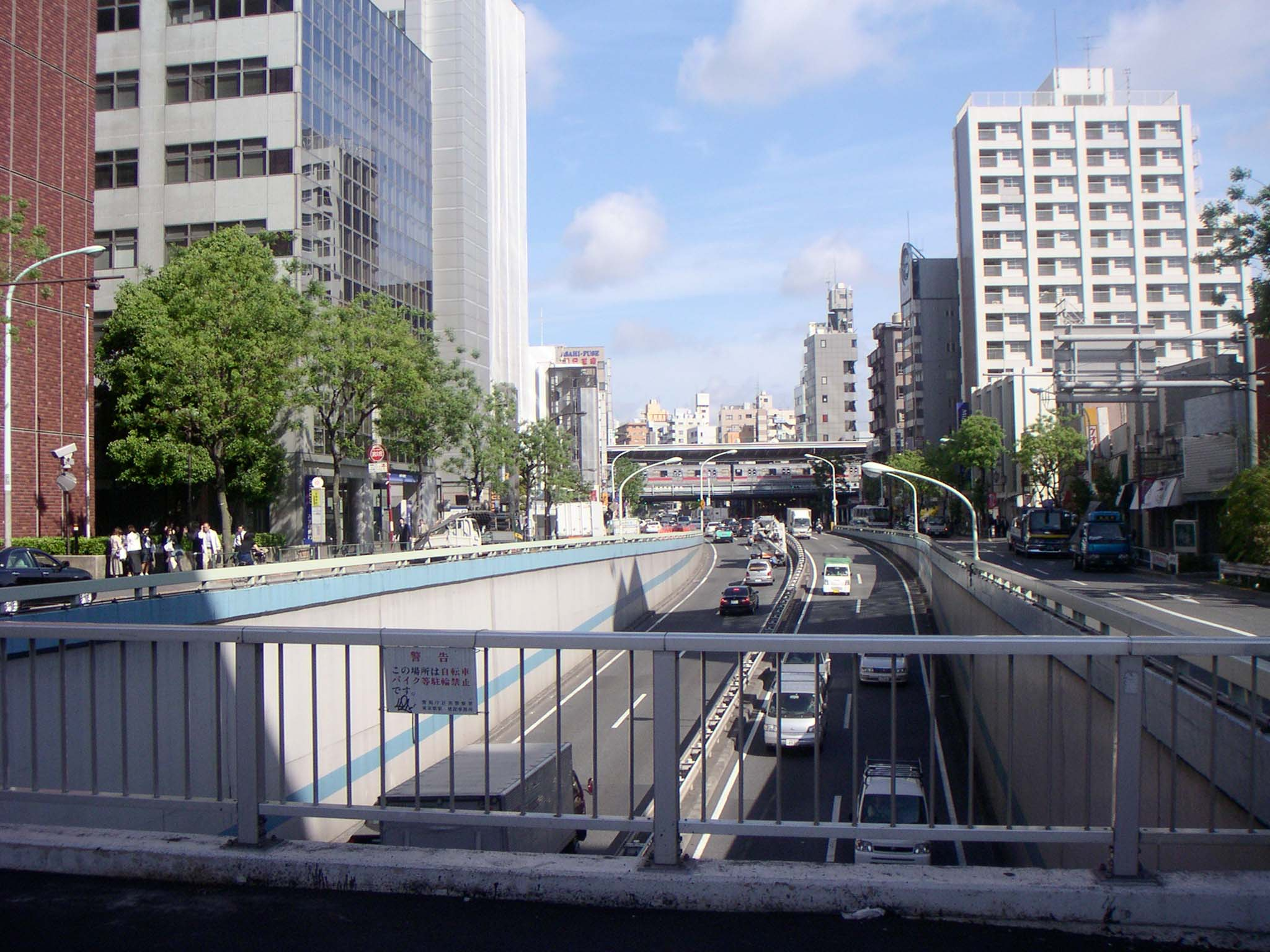
駒澤通（前方）、山手通、中目黑站（遠方）（2005年5月）

車站周邊是目黑區中央的繁華街。車站外沿著鐵道是目黑銀座商店街。2003年1月6日，目黑區役所從中央町入駐車站附近的目黑區綜合廳舍後，本站成為了目黑區的中心車站。高架下從2008年起開始進行耐震補強工程。2016年11月22日「中目黑高架下」開幕。
- 目黑區綜合廳舍
  - 目黑區役所
  - 目黑區社會保險事務所
- 中目黑高架下
- 正覺寺
- 瑞穗銀行中目黑中心
- 里索那銀行中目黑支店
- 山手通
- 駒澤通
- 目黑銀座商店街
- 目黑區立中目黑小學校（日语：目黒区立中目黒小学校）
- 目黑学院中學校、高等學校（日语：目黒学院中学校・高等学校）
- 東京和服染色美術專門學校（日语：東京着物染色美術専門学校）
- 中目黑Gate Town（日语：中目黒ゲートタウン）
- 中目黑ARUKAS（ナカメアルカス） （页面存档备份，存于）
  - 中目黑Arena（中目黒アリーナ）
  - 中目黑Atlas Tower（日语：中目黒アトラスタワー）
- 目黑川
- 東急Store（日语：東急ストア）本社
- 中目黑站前郵便局
- 東京共濟醫院（日语：東京共済病院）
- 目黑歷史資料館（日语：めぐろ歴史資料館）
- 唐吉訶德中目黑本店
- LDH本社
- 警視廳目黑警察署（日语：目黒警察署）

## 巴士路線
東急巴士「中目黑站」巴士站
- 1號乘車處
  - <澀41> 往澀谷站
- 2號乘車處
  - <黑09> 【循環】往野澤龍雲寺
- 3號乘車處
  - <澀41> 往大崎站、大井町站（經大鳥神社前）、清水（同、出入庫系統）
  - <黑09> 往目黑站前（經大鳥神社前）

## 站名由來
設站當時的所在地為荏原郡目黑村大字上目黑字諏訪山，目黑區成立後為上目黑三丁目，但站名在開站時就定為「中目黑」。這是由於開業當時車站東南側山手通與駒澤通交差點有玉川電氣鐵道的中目黑終點，作為其連絡站而命名。

## 相鄰車站
東急電鐵
 東橫線
■特急、□通勤特急
澀谷（TY01）－中目黑（TY03）－自由丘（TY07）
■急行
澀谷（TY01）－中目黑（TY03）－學藝大學（TY05）
■各站停車
代官山（TY02）－中目黑（TY03）－祐天寺（TY04）
 東京地下鐵
 日比谷線
中目黑（H 01）－惠比壽（H 02）

## 延伸閱讀
- . 東京急行電鉄株式会社. 1973-04-18.

## 外部連結
- 中目黑（各站資訊） - 東急電鐵
- 中目黑/H01 | 路線・車站資訊 | 東京地下鐵